# Tectura paleacea
Tectura paleacea är en snäckart som först beskrevs av Gould 1853.  Tectura paleacea ingår i släktet Tectura och familjen Lottiidae. Inga underarter finns listade i Catalogue of Life.